# Periscyphis strouhali
Periscyphis strouhali là một loài chân đều trong họ Eubelidae. Loài này được Arcangeli miêu tả khoa học năm 1929.